# Martes americana atrata
La martora dei pini di Terranova (Martes americana atrata) è una sottospecie geneticamente distinta della martora americana (Martes americana), mammifero della famiglia Mustelidae. Questa sottospecie vive solamente sull'isola di Terranova nella provincia di Terranova e Labrador, in Canada; talvolta ci si riferisce ad essa come alla martora americana (popolazione di Terranova). 

## Descrizione
La martora dei pini di Terranova è simile nell'aspetto alla cugina continentale, ma è leggermente più grande ed ha la pelliccia marrone scuro con una macchia arancione/gialla sulla gola. Le femmine hanno un peso medio di 772 grammi e i maschi hanno un peso medio di 1275 grammi. Si osserva anche che la sottospecie di Terranova abita una gamma più ampia di tipi di foresta rispetto alle sue controparti continentali. Le caratteristiche della popolazione suggeriscono che la martora di Terranova sia un prodotto di un ambiente ecologico unico e di fattori evolutivi selettivi che agiscono sulla popolazione isolata.

## Habitat
La distribuzione delle martore di Terranova è ora condensata in circa 13.000 chilometri quadrati nella parte occidentale dell'isola, con un'ampia porzione di habitat chiave nell'area del Little Grand Lake A causa del raccolto non regolamentato di pasta di legno durante il secolo scorso, la distribuzione delle classi di età della foresta è distorta verso la fase di rigenerazione più giovane della successione forestale, il che ha portato la maggior parte dell'isola a essere blocchi contigui di foresta di seconda crescita. I modelli comportamentali di utilizzo dell'habitat da parte delle faine di Terranova sono alterati dalle condizioni ecologiche di biomassa a bassa preda e dall'elevata frammentazione naturale delle foreste che si verificano a Terranova. Un'ampia gamma di tipi di habitat viene utilizzato in tutta l'area geografica, tuttavia, è stato riscontrato che la martora di Terranova ha una forte associazione con la vecchia foresta di successione.

## Ecologia
La martora di Terranova è onnivora, si nutre principalmente di piccoli mammiferi, insieme a uccelli, vecchie carcasse, insetti e frutti.

## Status
La martora di Terranova viene considerata minacciata ed è protetta in Canada dallo Species at Risk Act (SARA), dal Canada National Parks Act e dall'Endangered Species Act di Terranova e del Labrador. Quest'animale venne ritenuto per la prima volta a rischio nel 1986 e venne ridesignato come minacciato nel 1996, avendo una popolazione stimata di soli 300 esemplari.
Nel 1996, nel parco naturale di Salmonier, vicino a St. John, a Terranova, ebbe inizio un programma di riproduzione in cattività. Nel 1999, quattro martore nate in cattività vennero rilasciate in natura nei pressi del parco nazionale di Terra Nova. La popolazione attuale di questa specie, nell'aprile 2007, è stata stimata tra i 400 e gli 800 animali.